# SRAM
SRAM (statická paměť, anglicky Static Random Access Memory) je v informatice označení polovodičové paměti typu RAM realizované bistabilním klopným obvodem. Označení statická se vztahuje k tomu, že SRAM nepotřebuje periodickou obnovu uložených dat (na rozdíl od paměti typu DRAM). SRAM je velmi rychlá, ale kvůli vyšší složitosti i drahá, a proto je v počítačích používána například jako hardwarová cache v mikroprocesoru (tj. její velikost je výrazně menší než velikost operační paměti RAM).
Termín SRAM obvykle označuje volatilní paměť (po odpojení napájení zapomene svůj obsah). Paměť SRAM má v klidovém stavu velmi nízkou spotřebu, takže pokud potřebujeme nevolatilní RAM, lze toho dosáhnout malou pomocnou baterií, která napájí RAM po odpojení počítače od zdroje. Nevýhodou je, že baterii bývá nutné po několika letech vyměnit, zatímco životnost SRAM je mnohem delší. V současnosti (2016) již existují technologie pro nevolatilní RAM, ale zatím nejsou příliš rozšířené.

## Charakteristika
Paměťová buňka SRAM je zapojena jako bistabilní klopný obvod, který pro uchování 1 bitu informace potřebuje čtyři až šest tranzistorů (viz obrázky níže). Oproti tomu paměť DRAM využívá parazitní kapacity (kondenzátor) a pro uchování 1 bitu potřebuje jen jeden tranzistor, takže při stejné hustotě integrace má DRAM mnohem větší kapacitu než paměť typu SRAM. Proto je paměť SRAM dražší než DRAM.
Paměť typu SRAM (na rozdíl od paměti DRAM) nepotřebuje periodickou obnovu uložených dat, protože bistabilní klopný obvod při připojeném napájení udržuje svůj stav. Naopak u paměti DRAM se elektrický náboj uložený v kondenzátorech vybíjí svodovými proudy, a proto je obsah paměti DRAM nutné periodicky obnovovat. Během obnovování uložené informace není paměť typu DRAM dostupná pro čtení, a proto je přístupová doba paměti typu SRAM kratší než DRAM.
Paměť SRAM má v klidovém stavu nižší spotřebu než DRAM (není potřeba obnovovat náboj v kondenzátorech).

## Aplikace a použití

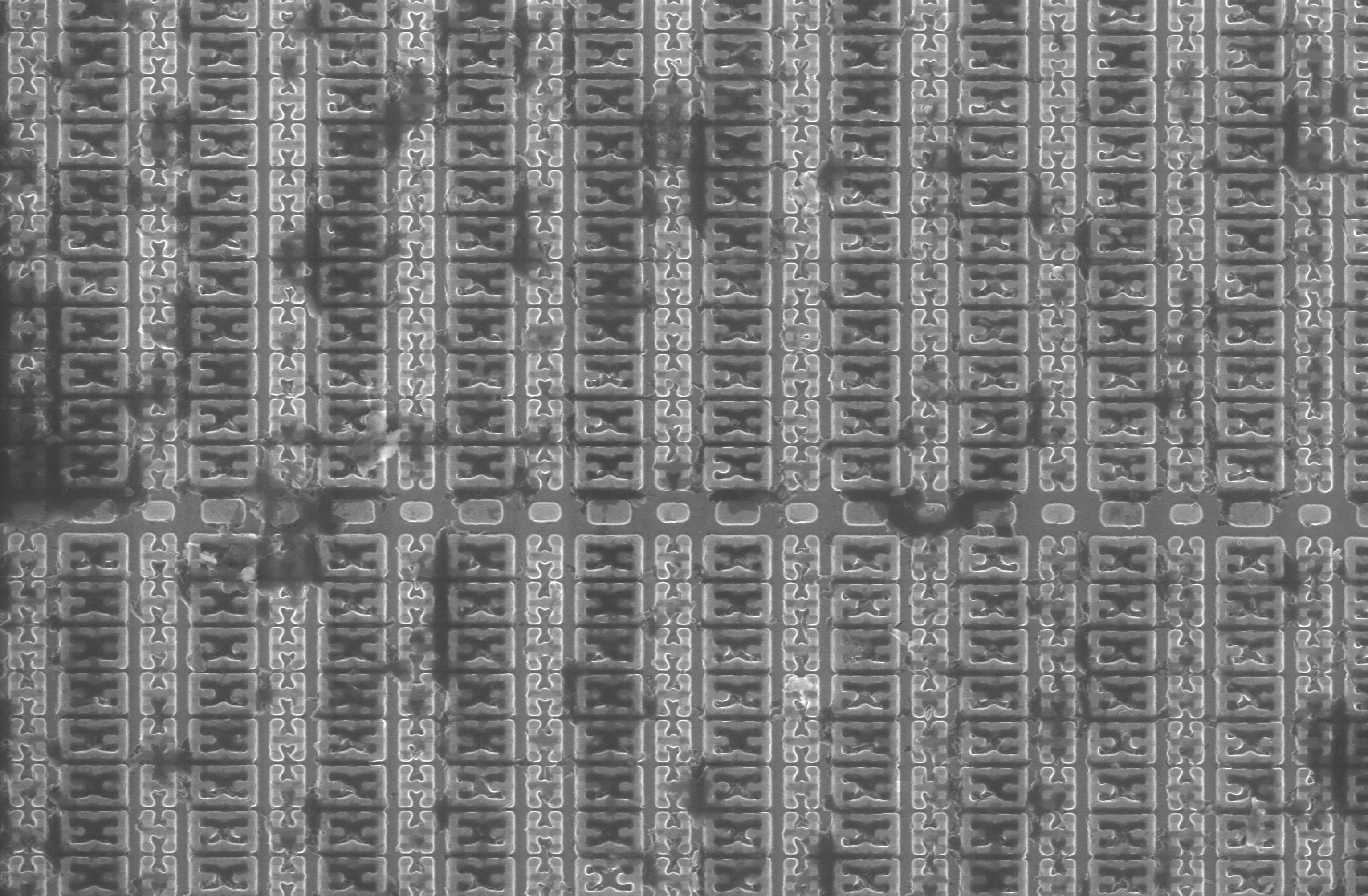
SRAM buňky na destičce v mikrokontroléru STM32F103VGT6, jak jsou vidět v rastrovacím elektronovém mikroskopu. Vyrobil STMicroelectronics pomocí 180 nm procesu.

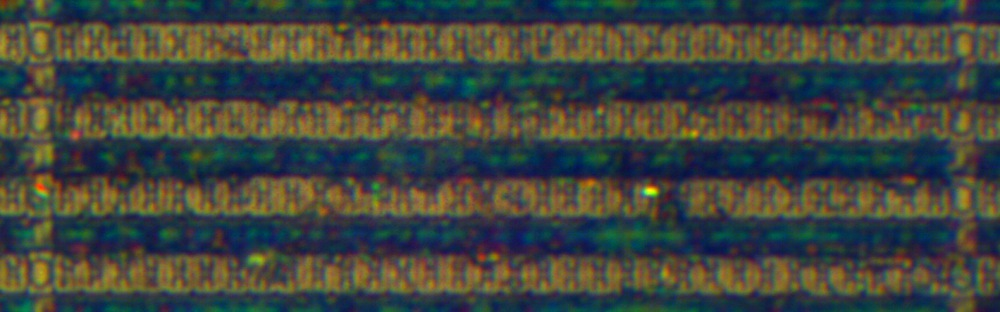
Stejný pohled na destičku 180 nm SRAM buňky v mikrokontroléru STM32F103VGT6, jak jsou vidět v optickém mikroskopu.

Na přiložených obrázcích jsou vyobrazeny buňky paměti SRAM pomocí rastrovacího elektronového mikroskopu a optického mikroskopu.

### Vlastnosti
SRAM je dražší a méně kompaktní než DRAM. Proto je SRAM používána v menších kapacitách (například hardwarová cache v mikroprocesoru) než DRAM (například hlavní paměti v osobních počítačích).

#### Taktovací frekvence a příkon
Spotřeba energie SRAM se různí podle toho, jak často je k ní přistupováno. Při použití s vysokou taktovací frekvencí a paměťových operacích v maximální rychlosti může být energeticky stejně náročná jako dynamická RAM. Na druhou stranu, pokud je SRAM provozována při nižší taktovací frekvenci, jako například v aplikacích s mírně taktovanými mikroprocesory, spotřebovává velmi málo energie a může mít téměř zanedbatelný příkon, i v rozmezí několika mikrowattů, je-li v nečinnosti. Bylo navrženo několik technik pro řízení spotřeby energie SRAM pamětí.
Statická RAM se vyrábí především jako:
- všeobecné výrobky
  - s asynchronním rozhraním, například všudypřítomné 28pinové 8×8 a 32×8 čipů
  - se synchronním rozhraním, obvykle používané pro cache a další aplikace vyžadující shlukové přenosy, a to až na 18 Mbit (256K×72)/čip
- integrované čipy
  - RAM nebo vyrovnávací paměť v mikrořadiči (obvykle kolem 32 bajtů až 128 KB)
  - primární cache a nejvýkonnější mikroprocesory, například rodina x86 a mnoho dalších (od 8 KB do mnoha MB)
  - pro uložení registrů a částí strojů, které se používají u některých mikroprocesorů (viz soubor registrů)
  - konkrétní aplikace integrovaných obvodů nebo zákazníckých obvodů (obvykle v řádu kilobajtů)
  - v programovatelných hradlových polích a CPLD

#### V počítačích
SRAM se také používá v osobních počítačích, pracovních stanicích, směrovačích a periferních zařízeních: soubory registrů v CPU, interní cache v CPU, externí SRAM cache, cache v pevném disku, paměť v routerech. Statickou paměť mohou používat i LCD obrazovky a počítačové tiskárny. Statická RAM byla použita pro hlavní paměť v některých prvních osobních počítačů jako ZX80, TRS-80 Model 100 a Commodore VIC-20.

## Druhy SRAM

### Nevolatilní SRAM
Nevolatilní SRAM (nvSRAM) mají standardní funkce SRAM, ale uchovají obsažená data, když dojde ke ztrátě napájení, proto jsou používány pro uchovávání důležitých informací. nvSRAM jsou používány v celé řadě situací, například pro vytváření sítí, v letectví, lékařství a mnoha dalších, kde je uchování dat je zásadní a kde baterie jsou nepraktické.

### Podle typu tranzistoru
- Bipolární tranzistor (používá se v TTL logice a ECL) je velmi rychlá, ale spotřebuje hodně energie
- MOSFET (používá se v CMOS) má nízký výkon, ale dnes velmi časté

### Podle typu
- Asynchronní – existuje od dob procesoru Intel 80386 a stále se nachází v L2 cache mnoha počítačů. Nazývá se asynchronní, protože není synchronizována se systémovými hodinami, a proto mikroprocesor musí na data vyžádaná z paměti cache L2 čekat.
- Synchronní – podobně jako SDRAM je synchronní SRAM synchronizována se systémovými hodinami, takže je s přístupovou dobou cca 8,5 ns rychlejší než asynchronní SRAM. Bohužel, synchronní SRAM se nevyrábí v dostatečně velkém množství, aby se snížila její cena a postrádá schopnost synchronizace se sběrnicí na frekvenci vyšší než 66 MHz.

Kolem roku 1990 byly asynchronní SRAM používány pro rychlý přístup. Asynchronní SRAM byly použity jako hlavní paměť pro malé cache vestavěných procesorů, které byly použity ve všem od průmyslové elektroniky, měřících systémů, pevných disků a síťových zařízení po mnoha další aplikace. V dnešní době synchronní SRAM (např. DDR SRAM) jsou spíše použity podobně jako synchronní DRAM (DDR SDRAM) a paměť slouží spíše jak asynchronní DRAM (dynamická paměť). Synchronní paměťové rozhraní má mnohem rychlejší přístupovou dobu, může být významně snížena tím, že zaměstná sběrnice architektury.

### Podle funkce
- ZBT (zkratka ze Zero Bus Turnaround) –

počet cyklů, které je zapotřebí čekat mezi přístupem pro čtení a zápis a naopak, je nulový. Tj. bezprostředně po čtecím cyklu může následovat zápisový a po něm opět okamžitě čtecí.
- DDR SRAM – synchronní, jeden port pro čtení a zápis, dvojitá rychlost I/O
- Quad Data Rate SRAM – synchronní, samostatné čtecí a zápisové porty, čtyřnásobná rychlost přenosu dat I/O

### Flip-flop typ
- Binární SRAM
- Ternární SRAM

## Design

Šestitranzistorová CMOS SRAM buňka.

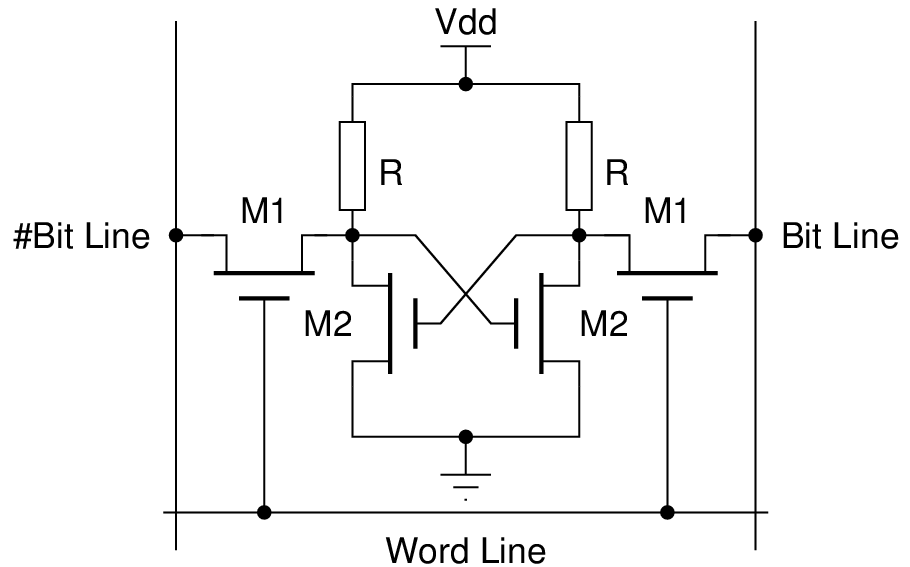
Čtyřtranzistorová buňka SRAM je výhodnější z hlediska vyšší dosažitelné hustoty a nižších výrobních nákladů. Rezistory musejí mít malé rozměry a velké hodnoty.

Typická buňka SRAM je tvořena šesti tranzistory typu MOSFET. Každý bit v paměti SRAM je uložen na čtyři tranzistory (M1, M2, M3, M4), kteří tvoří dvě křížové spojení měřiče. Tato skladovací buňka má dva stabilní stavy, které jsou použity k označení 0 a 1. Další dva přístupové tranzistory slouží k řízení přístupu k paměťové buňce během čtení a zápisu. Kromě tohoto typu SRAM jsou další druhy čipů SRAM například 4, 8, 10 (4T, 8T, 10T SRAM). Čtyřtranzistorová SRAM je docela běžná v samostatných zařízeních SRAM (oproti SRAM používané pro CPU cache), realizované ve speciálních procesech s extra vrstvou polykrystalického křemíku, což umožňuje velmi vysokou hodnotu Pull up rezistoru.. Obecně platí, že čím méně tranzistorů na buňku, tím menší každá buňka může být.
Paměťové buňky, které používají méně než čtyři tranzistory jsou možné – ale například 3T nebo 1T buňky jsou DRAM, SRAM (dokonce i takzvané 1T-SRAM).
Přístup k buňce je povolen ve word line (WL na obrázku), který řídí dva přístupové tranzistory M5 a M6, které podle pořadí určí, zda by se buňka měla připojit k řádkům bitů: BL a BL. Používají se k přenosu dat pro operaci čtení a zápisu. I když to není nezbytně nutné mít dvě linky, signál a jeho inverze jsou obvykle poskytovány za účelem zlepšení hlukového rozpětí.

## SRAM operace
SRAM buňka má tři různé stavy: úsporný režim (obvod je nečinný), čtení (data byla vyžádána) nebo zápis (aktualizace obsahu). SRAM pracující v režimu čtení a zápisu, režimy by měly mít „čitelnost“ a "zápis stability".